# Oberarmknochen

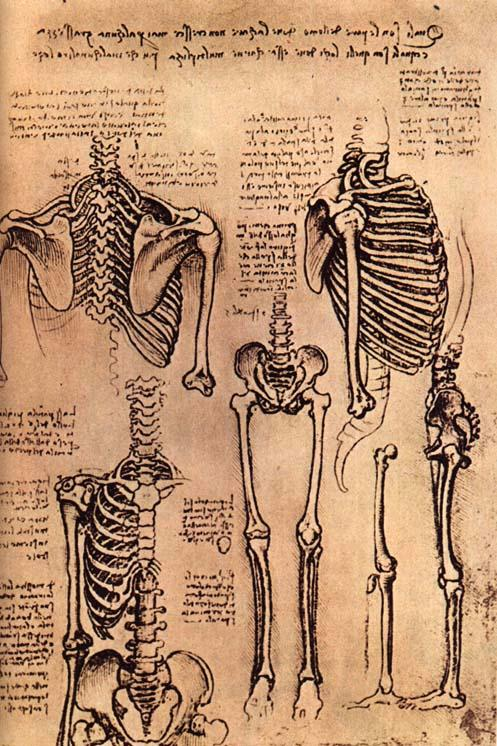
Schulter und Arm (Leonardo da Vinci)

Der Oberarmknochen (lateinisch Os humeri oder kurz Humerus; früher auch Achselbein genannt) ist einer der längsten und kräftigsten Röhrenknochen der am Land lebenden Wirbeltiere und bildet die knöcherne Grundlage des Oberarmes. Beim Menschen entspricht die fünffache Länge des Oberarmknochens etwa der Körpergröße.

## Anatomie

### Kopf

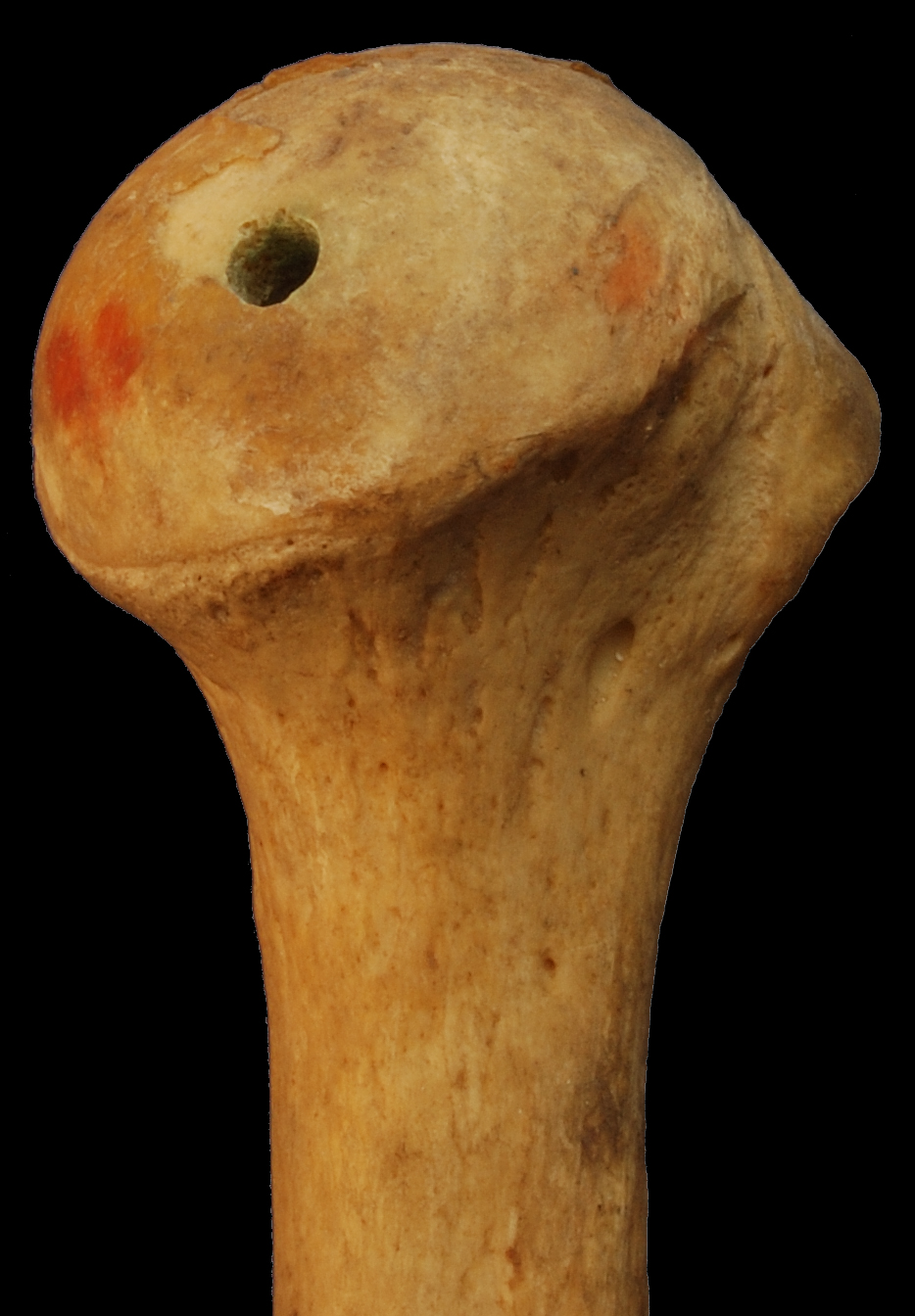
Oberarmknochenkopf und -hals. Gelenkfläche in leichter Antetorsion.

Am oberen Ende des Oberarmknochens befindet sich sein Kopf (Caput humeri), der mit einer annähernd kugelförmigen Gelenkfläche eine Verbindung mit dem Schulterblatt (Scapula, genauer der Cavitas glenoidalis) eingeht und somit das Schultergelenk bildet.
Der Kopf wird von zwei Knochenvorsprüngen (Tuberculum majus = großer und Tuberculum minus = kleiner) flankiert.
Der große Vorsprung liegt seitlich (lateral) des Oberarmkopfes. Seine kopfwärts gerichtete (cranial) Oberfläche ist abgerundet und weist drei flache Impressionen auf, an denen von oben nach unten die folgenden Muskeln ansetzen, die zusammen mit dem Musculus subscapularis auch als Rotatorenmanschette bezeichnet werden: Musculus supraspinatus, Musculus infraspinatus und Musculus teres minor. Die seitliche Fläche des großen Vorsprungs ist rau und nach außen gewölbt convex und geht ohne sichtbare Begrenzung in den Schaft über.
Der kleine Vorsprung (Tuberculum minus) ist zwar kleiner als der große, springt aber stärker nach vorne (frontal) hervor. Er zeigt dabei auch in die Zugrichtung – zur Mitte (medial) – der Sehne des Musculus subscapularis, der er als Ansatz dient.
Zwischen den Vorsprüngen verläuft eine Rinne (Sulcus intertubercularis), durch die die lange Sehne des Musculus biceps brachii und ein Ast der vorderen Oberarmarterie (Arteria circumflexa humeri anterior) verlaufen. Beim Hauspferd liegt in dieser Rinne ein weiterer Höcker (Tuberculum intermedium). Die Rinne zieht körperfern (distal) bis etwa zum Beginn des mittleren Knochendrittels des Schaftes und verliert dabei zunehmend an Ausprägung. Zu beiden Seiten der Rinne befinden sich zwei Knochenkämme (Crista tuberculi majoris und Crista tuberculi minoris), die von den Knochenvorsprüngen entspringen.

### Hals

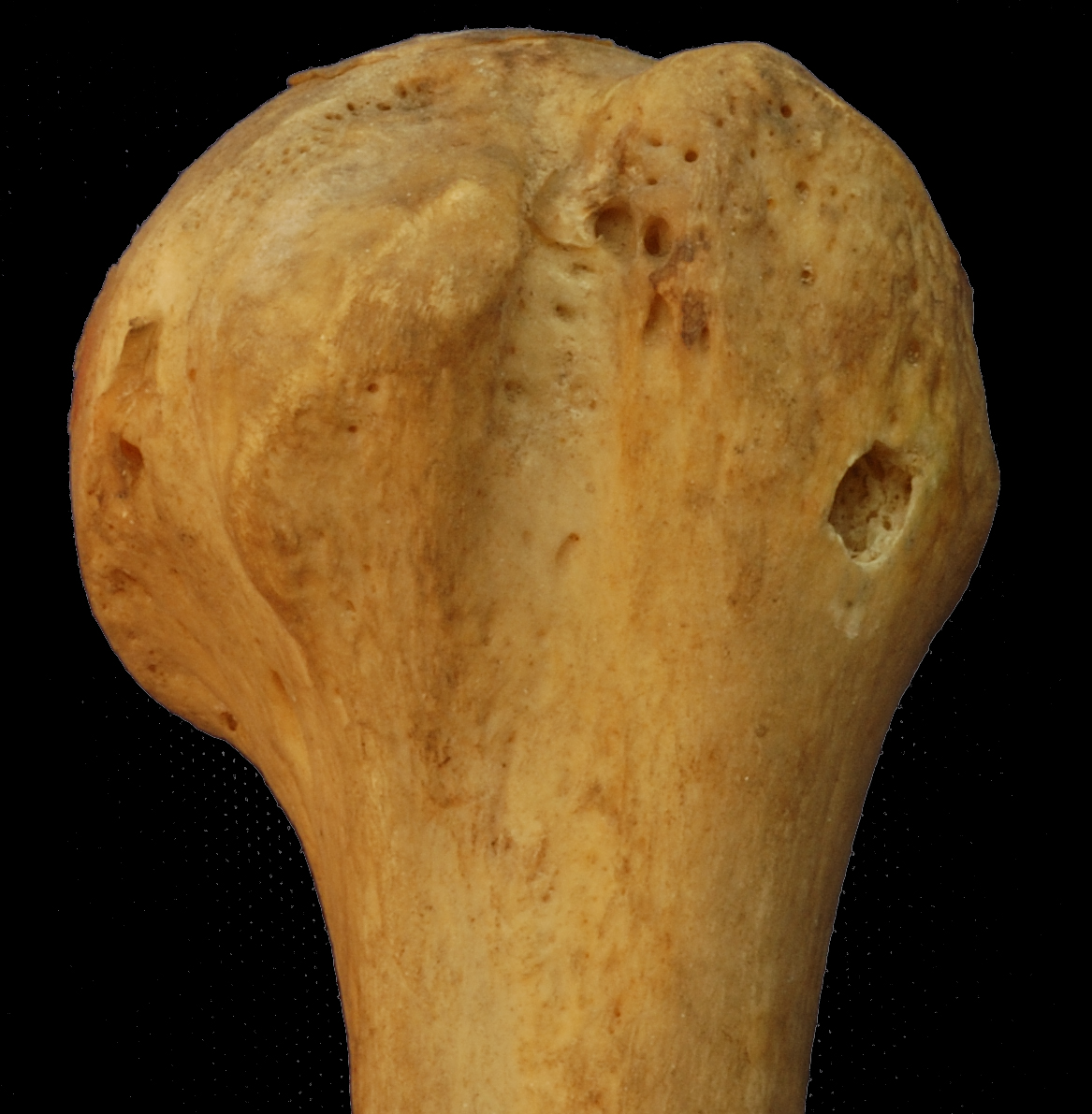
Hals, Rinne der Bizepssehne

Verfolgt man den Oberarmknochen weiter nach unten, schließt sich unmittelbar unterhalb des Kopfes der gegenüber der Gelenkfläche leicht eingezogene Hals an (Collum anatomicum). Er dient der Gelenkkapsel des Schultergelenkes als Ansatz. Von ihm wird ein zweiter Hals abgegrenzt (Collum chirurgicum), eine chirurgisch bedeutsame Sollbruchstelle des Oberarmknochens, die unterhalb der Knochenvorsprünge im Übergang zum Schaft liegt.

### Schaft
Der Oberarmschaft besitzt drei Flächen und somit auch drei Kanten.
Die vordere, seitliche Fläche (Facies anterior lateralis) ist im körpernahen (proximal) Teil glatt und gerundet. Sie wird von dem Musculus deltoideus verdeckt, dessen Ansatz sich etwa in der Mitte der Fläche in einer Aufrauung (Tuberositas deltoidea) zeigt. Unter ihm befindet sich eine von der hinteren Fläche (Facies posterior) kommende Rinne (Sulcus nervi radialis), in der ein Nerv (Nervus radialis) und eine Arterie (Arteria profunda brachii) von schräg hinten – oben nach vorne schwenken, die an dieser Stelle oft eingeklemmt werden. Im körperfernen Teil dient die vordere, seitliche Fläche als Ursprung des Musculus brachialis.
Die vordere, mittige Fläche (Facies anterior medialis) hat eine geringere Ausdehnung als die vordere, seitliche Fläche. Ihr oberer Anteil ist eng, formt den Boden der Rinne zwischen den Vorsprüngen (Sulcus intertubercularis) und dient als Ansatz des Musculus latissimus dorsi. Eine raue Stelle im mittleren Abschnitt bildet den Ansatz des Musculus coracobrachialis. Der körperferne Teil dient als Ursprung des Musculus brachialis.
Die hintere Fläche (Facies posterior) wird fast vollständig vom seitlichen und mittigen Kopf des Musculus triceps brachii bedeckt. Die Ursprungsfläche beider Muskelköpfe wird vom Sulcus radialis durchschnitten.
Die vordere Kante (Margo anterior) läuft von der Vorderseite des großen Knochenvorsprungs nach unten bis zu einer Grube (Fossa coronoidea) und trennt dadurch die vordere, seitliche Fläche von der vorderen, mittigen Fläche. Im oberen Teil ist sie eine prominente Knochenleiste (Crista tuberculi majoris), die als Ansatz für den Musculus pectoralis major dient. In der Mitte nimmt sie die Vordergrenze der Deltoidea – Aufrauung auf. Körperfern erscheint sie glatt und abgerundet und dient hier als Ursprung des Musculus brachialis.
Die seitliche Kante (Margo lateralis) zieht von der Rückseite des großen Knochenvorsprungs zum Aufsatz des seitlichen Gelenkknorrens (Epicondylus lateralis humeri) und trennt dadurch die vordere, seitliche Fläche von der hinteren Fläche. Die obere Hälfte ist abgerundet und schwer abzugrenzen. Sie dient als Ansatz für den Musculus teres minor und körperfern davon als Ursprung für den seitlichen Kopf des Musculus triceps brachii. In der Mitte wird sie von der flachen Knochenimpression des Sulcus radialis gekreuzt. Nach unten hin endet sie in einer ausgeprägten Knochenleiste (Crista supracondylaris lateralis), die dem Musculus brachioradialis als Ursprung dient.
Die mittige Kante (Margo medialis) erstreckt sich vom kleinen Knochenvorsprung bis zum Aufsatz des mittigen Gelenkknorrens (Epicondylus medialis humeri). Im oberen Drittel imponiert sie als prominente Knochenleiste (Crista tuberculi minoris). Hier setzt die Sehne des Musculus teres major an. In der Mitte weist sie eine leichte Vertiefung für die Ansatzsehne des Musculus coracobrachialis auf. Das untere Drittel erhebt sich zu einem – mit zunehmender Annäherung an den Aufsatz des mittigen Gelenkknorrens deutlicher werdenden – Knochenleiste (Crista supracondylaris medialis).

### Unteres Ende

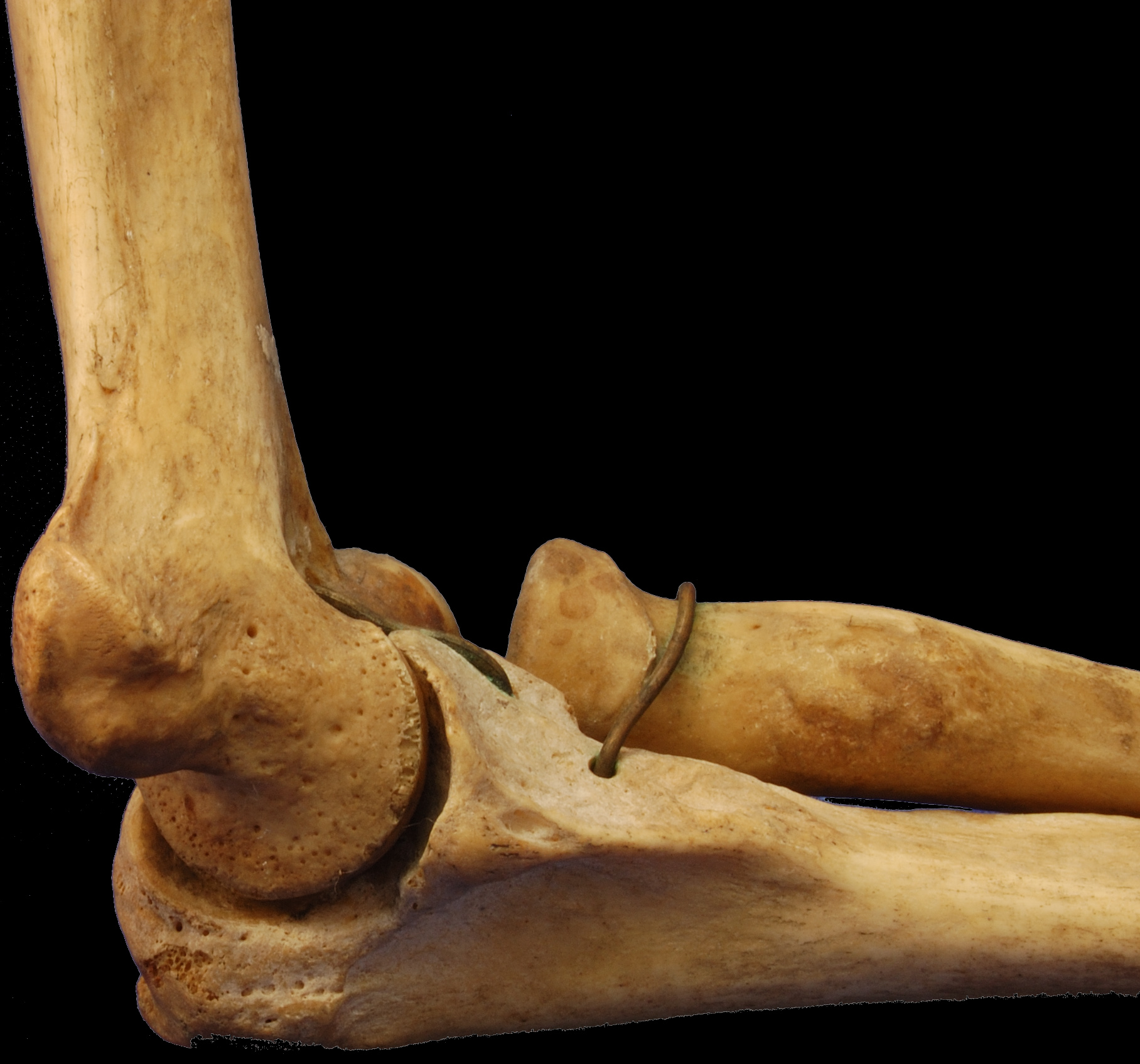
Ellbogengelenk

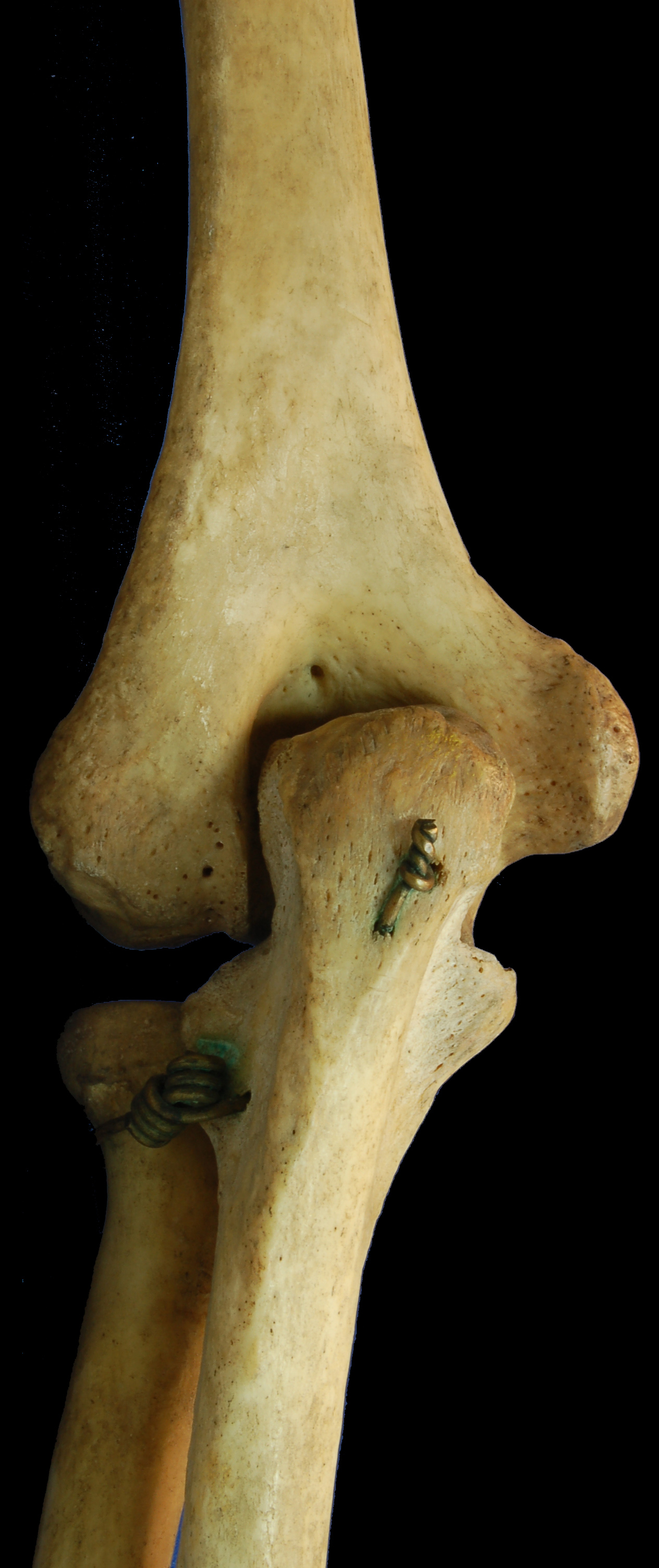
Olecranon der Elle in der Vertiefung des Oberarmes in Streckstellung

Das untere Ende des Oberarmknochens ist in vorderer – hinterer Richtung abgeflacht und trägt einen Gelenkknorren (Condylus humeri), der mit seinen Gelenkflächen (Facies articulares) zu Speiche (Radius) und Elle (Ulna) das Ellbogengelenk bildet. Seitlich und mittig des Gelenkknorrens bildet sich jeweils ein Aufsatz (Epicondylus lateralis und Epicondylus medialis) aus.
Der seitliche Aufsatz des Gelenkknorrens ist eine kleine, mit zahlreichen Hügeln besetzte Knochenvorwölbung auf der nach außen gerichteten Seite des Oberarmknochens. Er ist der gemeinsame Ursprung folgender Muskeln: Musculus supinator, Musculus extensor carpi radialis brevis, Musculus extensor carpi ulnaris, Musculus extensor digitorum und Musculus extensor digiti minimi. Darüber hinaus dient er als Ansatzfläche für die Faserzüge des seitlichen Speichenbandes (Ligamentum collaterale radiale). Körpernah setzt er sich in die seitliche Leiste oberhalb der Gelenkknorren fort.
Der mittige Aufsatz des Gelenkknorrens ist kräftiger ausgeprägt als der seitliche. Körpernah setzt er sich in die mittige Leiste oberhalb der Gelenkknorren fort. Er dient als Ansatzfläche des seitlichen Ellenbandes (Ligamentum collaterale ulnare). Der mittige Aufsatz des Gelenkknorrens ist der gemeinsame Ursprung der oberflächlichen Beuger des Unterarmes: Musculus pronator teres, Musculus flexor carpi radialis, Musculus flexor carpi ulnaris, Musculus palmaris longus und Musculus flexor digitorum superficialis. Der Nervus ulnaris läuft in einem Knochenkanal auf der hinteren Seite des mittigen Aufsatzes des Gelenkknorrens.
Der seitliche Anteil der Gelenkfläche besteht aus einer knopfartig abgerundeten und deutlich vorgewölbten Knorpelfläche (Capitulum humeri). Sie steht mit der nach innen gewölbten (concav) Gelenkfläche des Speichenköpfchens (Caput radii) in Verbindung (artikuliert).
Gleich körpernah der vorgewölbten Knorpelfläche sieht man eine Vertiefung (Fossa radialis). Sie nimmt den Vorderrand des Speichenköpfchens auf, wenn der Unterarm in eine starke Beugestellung (Flexion) gebracht wird.
Der mittige Anteil der Gelenkfläche zieht in seitlicher Richtung als nach innen gewölbter Zylinder von der Vorder- zur Rückseite und formt dadurch eine ausgedehnte, taillierte Gelenkrolle (Trochlea humeri). Diese Gelenkrolle artikuliert bündig mit der korrespondierenden, halbmondförmigen Gelenkfläche (Incisura trochlearis) der Elle. Die seitliche Begrenzung trennt die Gelenkrolle gratförmig von der Knorpelfläche, die mit dem Rand des Speichenköpfchens in Verbindung steht. Die mittige Grenze ist deutlicher ausgeprägt und markiert den Übergang zum mittigen Aufsatz des Gelenkknorrens.
Körpernah der Gelenkrolle sieht man in der vorderen Ansicht eine kleine Vertiefung (Fossa coronoidea). Sie nimmt – analog zur Vertiefung für das Speichenköpfchen – den rabenschnabelähnlichen Vorsprung (Processus coronoideus) der Elle bei gebeugtem Unterarm auf.
Auf der Rückseite des Oberarmknochens befindet sich körpernah der Gelenkrolle eine weitere, deutlich ausgeprägte dreieckige Vertiefung (Fossa olecrani). Sie nimmt in der Streckstellung des Unterarms das Olecranon, genauer den Processus anconeus der Elle auf.